# Pogonatum philippinense
Pogonatum philippinense là một loài Rêu trong họ Polytrichaceae. Loài này được (Broth.) Touw miêu tả khoa học đầu tiên năm 1986.